# Serie Mundial de 1959
La Serie Mundial de 1959 fue disputada entre Los Angeles Dodgers y Chicago White Sox.
Los Angeles Dodgers resultaron ganadores al vencer en la serie por 4 partidos a 2.

## Desarrollo

### Juego 1
| Equipo      | 1 | 2 | 3 | 4 | 5 | 6 | 7 | 8 | 9 | C  | H  | E |
| ----------- | - | - | - | - | - | - | - | - | - | -- | -- | - |
| Los Angeles | 0 | 0 | 0 | 0 | 0 | 0 | 0 | 0 | 0 | 0  | 8  | 3 |
| Chicago     | 2 | 0 | 7 | 2 | 0 | 0 | 0 | 0 | X | 11 | 11 | 0 |

LG: Early Wynn (1–0)  LP: Roger Craig (0–1)  SV: Gerry Staley (1)  
HRs:  CWS – Ted Kluszewski 2 (2)

### Juego 2
| Equipo      | 1 | 2 | 3 | 4 | 5 | 6 | 7 | 8 | 9 | C | H | E |
| ----------- | - | - | - | - | - | - | - | - | - | - | - | - |
| Los Angeles | 0 | 0 | 0 | 0 | 1 | 0 | 3 | 0 | 0 | 4 | 9 | 1 |
| Chicago     | 2 | 0 | 0 | 0 | 0 | 0 | 0 | 1 | 0 | 3 | 8 | 0 |

LG: Johnny Podres (1–0)  LP: Bob Shaw (0–1)  SV: Larry Sherry (1)  
HRs:  LAD – Charlie Neal 2 (2), Chuck Essegian (1)

### Juego 3
| Equipo      | 1 | 2 | 3 | 4 | 5 | 6 | 7 | 8 | 9 | C | H  | E |
| ----------- | - | - | - | - | - | - | - | - | - | - | -- | - |
| Chicago     | 0 | 0 | 0 | 0 | 0 | 0 | 0 | 1 | 0 | 1 | 12 | 0 |
| Los Angeles | 0 | 0 | 0 | 0 | 0 | 0 | 2 | 1 | X | 3 | 5  | 0 |

LG: Don Drysdale (1–0)  LP: Dick Donovan (0–1)  SV: Larry Sherry (2)  

### Juego 4
| Equipo      | 1 | 2 | 3 | 4 | 5 | 6 | 7 | 8 | 9 | C | H  | E |
| ----------- | - | - | - | - | - | - | - | - | - | - | -- | - |
| Chicago     | 0 | 0 | 0 | 0 | 0 | 0 | 4 | 0 | 0 | 4 | 10 | 3 |
| Los Angeles | 0 | 0 | 4 | 0 | 0 | 0 | 0 | 1 | X | 5 | 9  | 0 |

LG: Larry Sherry (1–0)  LP: Gerry Staley (0–1)  
HRs:  CWS – Sherm Lollar (1)  LAD – Gil Hodges (1)

### Juego 5
| Equipo      | 1 | 2 | 3 | 4 | 5 | 6 | 7 | 8 | 9 | C | H | E |
| ----------- | - | - | - | - | - | - | - | - | - | - | - | - |
| Chicago     | 0 | 0 | 0 | 1 | 0 | 0 | 0 | 0 | 0 | 1 | 5 | 0 |
| Los Angeles | 0 | 0 | 0 | 0 | 0 | 0 | 0 | 0 | 0 | 0 | 9 | 0 |

LG: Bob Shaw (1–1)  LP: Sandy Koufax (0–1)  SV: Dick Donovan (1)  

### Juego 6
| Equipo      | 1 | 2 | 3 | 4 | 5 | 6 | 7 | 8 | 9 | C | H  | E |
| ----------- | - | - | - | - | - | - | - | - | - | - | -- | - |
| Los Angeles | 0 | 0 | 2 | 6 | 0 | 0 | 0 | 0 | 1 | 9 | 13 | 0 |
| Chicago     | 0 | 0 | 0 | 3 | 0 | 0 | 0 | 0 | 0 | 3 | 6  | 1 |

LG: Larry Sherry (2–0)  LP: Early Wynn (1–1)  
HRs:  LAD – Duke Snider (1), Wally Moon (1), Chuck Essegian (2)  CWS – Ted Kluszewski (3)
|                                                             |
| Campeón de las Grandes Ligas Los Angeles Dodgers 2.º título |